# Erik Osberg
Erik Bror Ferdinand Osberg, född 12 november 1879 i Malmö, död 23 februari 1955 i Blackeberg, Bromma församling, var en svensk veterinär.
Erik Osberg var son till underlöjtnanten Johan Adam Otto Osberg. Han avlade mogenhetsexamen i Malmö 1899 och veterinärexamen 1903. Osberg var 1902–1912 fältveterinärstipendiat i Fältveterinärkårens reserv. Efter olika förordnanden var han distriktsveterinär i Emmaboda 1904–1905 och föreståndare för Malmöhus läns hushållningssällskaps kreatursmarknadsplats i Malmö 1906–1908. Han blev 1906 andre och 1908 förste biträdande besiktningsveterinär vid Malmö offentliga slakthus samt var 1911–1944 veterinärdirektör där. Därutöver var han 1917 Statens livsmedelskommissions kontrollant i Danmark för leverans till Sverige avsett kött, 1917–1919 chef för Folkhushållningskommissionens varuförmedlingsbyrås fettsektion och 1918–1922 direktör för Statens fryshus i Malmö. Osberg företog flera studieresor, bland annat 1913 med statens större resestipendium för att i Danmark, Tyskland, Schweiz, Nederländerna och Storbritannien studera den praktiska tillämpningen av föreskrifter angående veterinärkontroll vid in- och utförsel av köttvaror. Av han skrifter, som behandlar veterinärmedicinska ämnen, frågor rörande köttexport och köttimport samt slakthus- och djurskyddsfrågor märks särskilt Om paratyfusinfektionernas betydelse ur köttbesiktningssynpunkt och om bakteriologisk köttbesiktning (1911). Han var sekreterare i föreningen Svenska städers offentliga slakthus 1933–1943 och ordförande i Malmö djurskyddsförening 1918–1943 samt blev styrelseledamot i De svenska djurskyddsföreningarnas riksförbund 1930 och vice ordförande där 1942. Erik Osberg är begravd på Sankt Pauli norra kyrkogård i Malmö.